# Ruth Laus
Ruth de Paula Varella Laus (Tijucas, 25 de janeiro de 1920 — Porto Belo ou Tijucas, 12 de setembro de 2007) foi uma crítica de arte e escritora brasileira. 

## Biografia
Ruth nasceu em 25 de janeiro de 1920 em Tijucas, cidade da grande Florianópolis com colonização italiana e alemã. Era filha do casal Minervina Varella e Rodolpho José de Garcia Laus, este em seu terceiro casamento. Rodolfo José era irmão de Pedro Paulo Laus, pai da também escritora Lausimar Laus. Também escritor e Crítico de arte, o acadêmico da ACL, Harry Laus era seu irmão caçula. 
Ruth aprendeu as primeiras letras pela irmã Judith, a qual era professora primária. Depois, ela estudou no Grupo Escolar Cruz e Sousa e na Escola Normal, ambos em Tijucas. 
Em 1952, mudou-se para o Rio de Janeiro, onde abriu em 1956 a galeria Villa Rica de arte moderna no bairro de Copacabana. . Após o falecimento de Harry, se dedicou ao estudo da obra do irmão.
Em 1994, Laus é premiada pela Academia Catarinense de Letras com a obra A Décima Carta - Laus Apenas - livro de memórias. 
Foi membro da Associação Brasileira de Críticos de Arte. 

## Obras
Lista de algumas obras da escritora: 
- Viagem ao Desencontro
- Decoração Nem Módulo, Nem Mafuá
- Decoração Brasileira
- Presença de Thalia (1989) [8]
- A Décima Carta
- O Jardim de Judith (2004)
- Villa Rica um Tempo Feliz (2005)

## Representação na cultura
Em maio de 2019, a capital catarinense recebeu a exposição Mulheres que inspiram arte das artistas Marina Klein e Tamara Nowascky apresentou Ruth Laus entre suas inspiradoras. 